# حزب عليا الجديد
حزب عليا الجديد (بالعبرية: עלייה חדשה‏)، عليا هدشا وتعني الهجرة الجديدة) كان حزبًا سياسيًا في فلسطين الانتدابية وإسرائيل.

## التاريخ
تأسس الحزب في عام 1942 من قبل مهاجرين من النمسا وألمانيا وصلوا إلى فلسطين في العليا الخامسة. فاز الحزب بـ19 مقعدًا في انتخابات جمعية النواب عام 1944، مما جعله ثالث أكبر حزب بعد ماباي والكتلة اليسارية. كانت مجلة الحزب تحمل اسم Amudim (الصفحات).
في مايو 1948، أصبح زعيم الحزب بنحاس روزن عضوًا في الحكومة المؤقتة. في نهاية عام 1948 اندمج الحزب مع عدة من أحزاب ليبرالية أخرى، بما في ذلك الذراع السياسي هاوفيد هاتزيوني، لتشكيل الحزب التقدمي.